# La Merveille du Mont Saint-Michel
La Merveille du Mont-Saint-Michel is een gotisch monasterium, dat onderdeel uitmaakt van de abdij op het eiland
Mont Saint-Michel. Het is gebouwd tussen 1211 en 1228. Het gebouw bevindt zich ten noorden van de abdijkerk en omvat verschillende ruimtes waaronder: een refter, een kelder, een scriptorium… Het gebouw kreeg de bijnaam ‘La Merveille’ of ‘Het Wonder’.

## Bouw
Het gebouw is er gekomen nadat in 1204 Filips II van Frankrijk opnieuw Normandië veroverde (dat sinds de Slag bij Hastings onder Engels bewind was). Hierbij staken Bretoense troepen onder bevel van de koning de Mont Saint-Michel in brand. Er was veel schade en de wederopbouw (1211-1228) werd uiteindelijk gefinancierd door de koning. Het nieuwe monasterium dat in de plaats kwam van het bouwwerk van Roger II kwam wordt ‘het Wonder’ genoemd omwille van zijn schoonheid.

## Opbouw van ‘Het Wonder’
Het oorspronkelijke idee was om drie gebouwen neer te zetten van respectievelijk elk drie verdiepingen. Op die manier wilde men tegemoetkomen aan de symbolische figuur van het in negen vakken verdeelde vierkant (3x3), wat een belangrijke rol speelt in de christelijke symboliek.
Deze symboliek is afkomstig uit de voorstelling van de stad Jeruzalem volgens het boek Openbaring van Johannes. Daarin wordt Jeruzalem voorgesteld als een vierkante stad met aan elke zijde drie poorten.
Slechts twee van de drie gebouwen zijn uiteindelijk gebouwd, mede door de achteruitgang van de benedictijnenorden en de opkomst van de bedelorden zoals franciscanen en dominicanen in het midden van de 13e eeuw.

## Het oostelijke gebouw
Dit is als eerste gebouwd en bestaat uit drie verdiepingen. Onderaan bevindt zich de Aalmoezenierszaal. Hier werden arme pelgrims ontvangen die de Mont Saint-Michel bezochten. Op het tweede niveau bevindt zich de Gastenzaal. Hier werden hooggeplaatste of rijke bezoekers ontvangen. Helemaal bovenaan bevindt zich de refter van de monniken zelf. Deze indeling van het gebouw symboliseert de middeleeuwse samenleving. Van onder naar boven: zij die werken, zij die strijden en zij die bidden.

## Het centrale gebouw
Dit gebouw bestaat opnieuw uit drie verdiepingen. Op de begane grond bevindt zich de provisiekamer, daarboven het scriptorium. Dit was de werkzaal van de monniken, waar ze werkten aan manuscripten. Op de bovenste verdieping was er plaats voor gebed en meditatie, een belangrijk onderdeel in het leven van de benedictijnse monniken. Achter deze opbouw zit een doordachte symboliek. Dit valt te omschrijven als het materiële (provisiekamer), het intellectuele (scriptorium) en het geestelijke (gebed en meditatie).

## Het westelijke gebouw
Hoewel het nooit gebouwd is was het de bedoeling dat er een gerechtszaal, een ziekenzaal en een kapittelzaal kwamen. Deze symboliseren op hun beurt rechtvaardigheid, barmhartigheid en onderdanigheid. Dit zijn drie belangrijk onderdelen van de kloosterregels van Benedictus van Nursia.